# Outsider (1969)
Outsider (Arbeitstitel: Caine, später umbenannt in Shark!, Re-Release unter dem Titel Maneater; deutscher Verweistitel auch Hai) ist ein in US-amerikanisch-mexikanischer Co-Produktion entstandener Actionfilm aus dem Jahre 1969 von Samuel Fuller mit Burt Reynolds in der Hauptrolle. Das Drehbuch basiert auf dem Roman His Bones Are Coral von Victor Canning, welcher 1955 veröffentlicht wurde.

## Handlung
Der US-amerikanische Waffenschmuggler Caine wird im Sudan von den Behörden und dem Militär gejagt. In einer kleinen Hafenstadt am Roten Meer trifft er auf den alkoholkranken Landsmann Doc, der ihn informiert, dass der Polizeichef Barok auf seiner Spur sei. Caines einzige Fluchtmöglichkeit bestehe in der Flucht mit einem Boot.
Dr. Mallare und Anna besitzen ein geeignetes Boot. Caine lässt sich von ihnen einstellen, um mit ihnen an einer Expedition teilzunehmen, bei der Fischproben gesammelt werden sollen. Bald stellt sich heraus, dass die Bootsbesitzer mehr an einem gesunkenen Schiff bzw. dessen Goldladung im Wert von 2 Millionen US-Dollar interessiert sind. Caine zwingt Mallare und Anna dazu, ihn zum Partner zu machen.
Am nächsten Tag öffnen Caine und Mallare den Schiffskörper. Sie schaffen die Goldbarren zum Boot. Gleichzeitig lockt Anna Haie mit blutigen Fischstücken an. Die Haie greifen die Männer an, Mallare wird getötet. Caine kann sich retten und Anna überwältigen. Der Polizeichef erscheint und will das Gold von Caine stehlen. Caine kann Barok ins haiverseuchte Wasser werfen. Anna kommt zu sich und zwingt Caine, in das Polizeiboot zu steigen. Mit ihrem eigenen Boot will sie flüchten. Sie weiß nicht, dass die Ventile der Ballasttanks geöffnet sind und damit ihr Boot sinken wird.

## Kritiken
Das Lexikon des internationalen Films über den Film: „Harter Actionfilm. Nur wenige Szenen lassen die formale Meisterschaft Sam Fullers erkennen, der einmal mehr seine These vom Menschen als rücksichtslosem „Hai“ formuliert. Ansonsten überwiegend ein Routineprodukt.“

## Veröffentlichung
Der Film wurde am 6. September 1969 in Mexiko uraufgeführt. In den USA erschien er einen Monat später. In Deutschland wurde er erstmals im Rahmen einer TV-Premiere am 4. Mai 1971 im Programm des Senders ARD gezeigt. In weiteren Ausstrahlungen wurde er auch unter dem Titel Hai gezeigt. Ins deutsche Kino kam der Film dann am 8. Januar 1982.

## Hintergrund
Gedreht wurde in Manzanillo im mexikanischen Bundesstaat Colima an der Pazifikküste. Die Dreharbeiten fanden schon im April und Mai 1967 statt.
Während der Dreharbeiten mit den Bullenhaien im offenen Meer wurden die Tiere vorab medikamentös ruhiggestellt. Die Filmproduktion behauptete, dass plötzlich ein „Weißer Hai auftauchte“. Dieser soll den Schutznetz durchdrungen und den Stuntman José Marco, das Stuntdouble von Burt Reynolds, während der Aufnahmen angegriffen haben. Marco wurde daraufhin in ein Krankenhaus in der nahegelegenen Stadt Manzanillo gebracht, wo er zwei Stunden später starb. Dieser angebliche Angriff wurde auf Film festgehalten. 1968 führte dieser angebliche Vorfall zu einem Artikel mitsamt einer Fotostrecke im Life-Magazin unter dem Titel Shark Kills a Man. Die vermeintlichen Szenen wurden später im Film veröffentlicht. Das Produktionsteam schlachtete den Vorfall kommerziell aus, benannte den Film in Shark! um und nutzte auf dem Filmplakat die Tagline: A Realistic Film Became Too Real! Regisseur Fuller zog sich daraufhin vom Projekt zurück und wollte auch die Nennung seines Namens als Regisseur verhindern, was die Produzenten jedoch ignorierten.
Der Autor Dewey Bergman veröffentlichte im November 1969 seine Recherchen im Taucher-Magazin Skin Diver, dass er keine Aufzeichnungen über den angeblichen Angriff finden konnte. Weder hatten mexikanische Zeitungen über diesen Vorfall berichtet (einzig allein das Life-Magazin berichtete darüber), noch konnten örtliche Behörden und Ärzte Kenntnisse von einem solchen Ereignis bestätigen. Es gibt keinen offiziellen Bericht über den Angriff, keine Hinweise auf einen Stuntman namens José Marco und keine Krankenhausunterlagen, die den Vorfall dokumentieren. Bergman schloss daraus, dass der Bericht im Life-Magazin nicht der Wahrheit entsprechen könne und die veröffentlichten Fotos „einen toten oder betäubten Grauhai“ zeigten. Die Redaktion des Life-Magazins veröffentlichte daraufhin eine Erklärung, in der sie den Vorfall als möglichen „Hoax“ bezeichnete und betonte, dass sie „davon überzeugt“ seien, dass „dieser Vorfall nicht stattgefunden hat“ (Original: „What we considered to be a highly unusual set of pictures may, it turns out, to have been a hoax. […] We are now satisfied that this incident did not take place“). Nach Auffassung des US-amerikanischen Meeresbiologen Richard Ellis, sei „die Szene völlig harmlos, bei der niemand verletzt wurde, außer dem Hai, der daraufhin starb“. Die im Life-Magazin veröffentlichten Fotos seien überspitzt dargestellt und inszeniert. Dennoch wurde die Behauptung über so viele Jahre hinweg so oft wiederholt, dass sie weiterhin als wahre Begebenheit beschrieben wird. So zum Beispiel in einem Artikel des Tagesspiegel aus dem Jahr 2014 oder im Dokumentarfilm Sharksploitation aus dem Jahr 2023.